# جون ستيوارت (لاعب كرة قدم)
جون ستيوارت (بالإنجليزية: John Stewart)‏ (8 مارس 1985 في المملكة المتحدة - ) هو لاعب كرة قدم بريطاني في مركز الهجوم. لعب مع بونيس يونايتد وسانت جونستون وكوين أوف ساوث ونادي أبردين ونادي روس كاونتي ونادي فالكيرك ونادي كلايد وLivingston United F.C. ‏ ونادي بيترهيد ‏.

## وصلات خارجية
- جون ستيوارت على موقع قاعدة بيانات كرة القدم.إي يو (الإنجليزية)
- جون ستيوارت على موقع Soccerbase.com (لاعب) (الإنجليزية)